# 生きてゆく
「生きてゆく」（いきてゆく）は、KANA-BOONの楽曲で、メジャー4枚目のシングル。2014年8月27日にKi/oon Musicから発売された。

## 概要
- 前作「フルドライブ」から約3か月ぶりのリリース。これまでの作品と同じく初回生産限定盤と通常盤の2種類で発売され、初回生産限定盤にはスペースシャワーTVで放送されている彼らの冠番組である『もぎもぎKANA-BOON』の過去に放送された一部のダイジェスト映像が収録されたDVDが付属された[2]。また初回生産限定盤、通常盤に限らず特典として「どうでもいいオマケ」が付属された[3]。
- PVには岸井ゆきのが出演しており、山岸聖太が監督を務めている[3]。ちなみに岸井が彼らのPVに出演するのは、「ないものねだり」「1.2. step to you」に続き今作が3度目であり、山岸も前述の2作と、「盛者必衰の理、お断り」に続く4度目の監督を務めている。
- メジャーデビュー以降のシングル作品で、初のトップ10入りを逃した。

## 収録内容

### CD
- 全作詞／全作曲：谷口鮪

1. 生きてゆく [4:30]
2013年の上京直前に作った曲で、この曲について谷口は｢当時はもっと僕個人のパーソナルな別れに重きを置いた曲だったんです。でも今回リリースするにあたって“前に進んでいく”っていう決意をメインに歌詞を書き換えたんです｣と語っている[4]。また、CDリリース直後に開催される野外初ワンマンでの歌唱を見越していたことも語っている。
2. 日は落ち、また繰り返す [4:03]
曲自体は飯田がメンバーに加入した頃から存在しており、谷口がたまたま昔の音源データを見つけて再音源化された[5]。CDならではのミックスが多く施されており、谷口は｢声はあまりいじりたくない派なんですけど、この曲は声も楽器として扱って作ってみました｣と語っている[6]。
3. ロックンロールスター [3:11]
バレンタインの夕方6時から夜12時に制作した曲[5]。

### DVD（初回生産限定盤のみ）
1. もぎもぎKANA-BOON ダイジェスト
  - メンバー自身が行なった副音声も収録されている[2]。

## ミュージックビデオ
CDリリースに先駆け、ティザー映像として8月1日に第1弾“僕の修羅場篇”、8月7日に第2弾“彼女の現場篇"が公開された。8月22日にミュージックビデオ本編が公開され、8月25日から9月15日まで完全版が期間限定で公開された。
完全版はミュージックビデオ本編完成後、山岸聖太監督の希望で、“僕”と“彼女”の背景となる物語を表現するために、撮影した素材を25分のドラマ仕立てに再構成して制作された。メンバーの谷口鮪（Vo, G）が台詞付きの演技に初挑戦している。
完全版は「SHORT SHORTS FILM FESTIVAL & ASIA 2015」ミュージックShort部門において、シネマチックアワードを受賞した。

### キャスト
- 僕：谷口鮪
- 彼女：岸井ゆきの
- 芹澤：芹澤興人
- 恋人：杉岡詩織
- バイトの先輩：延増静美
- 刑事役：吉増裕士

### スタッフ
- 監督・脚本：山岸聖太
- 撮影：ナカムラユーキ
- 照明：尾池将成
- 衣装：立花文乃
- ヘアメイク：鈴木智之
- 本編集：笹川真登（マルニスタジオ）
- 録音・整音：井筒康仁
- 制作進行：山辺真美（株式会社祭）
- 制作プロデューサー：中村卓郎（株式会社祭）
- 制作：株式会社祭